# Trattato di Stettino (1570)
Il trattato di Stettino mise fine alla guerra del nord dei sette anni il 13 dicembre 1570. Nel luglio del 1570, Massimiliano II d'Asburgo iniziò le trattative di pace a Stettino, i contendenti erano Lubecca, la Svezia e la Danimarca.
Tentativo già provato nel 1568 ma fallito tra l'imperatore precedente Ferdinando I, una rappresentanza francese come Carlo Dançay a mediare in appoggio ai danesi ed il duca di Pomerania, l'allora sovrano svedese Erik XIV nulla poté e si attese la sua destituzione per il cattolico fratello più filo-danese. 
La Svezia dovette pagare 150.000 riksdaler per il riscatto della fortezza di Älvsborg.
Con questo trattato si mise fine ufficialmente all'Unione di Kalmar ed il re danese rinunciò alle pretese di successione alla corona svedese, dal suo canto la Svezia riconobbe per la prima volta Halland, Blekinge e Scania come provincie danesi. Il trattato fu siglato con Lubecca, e alla Polonia venne concessa la Curlandia e alla Moscovia la città di Dorpat.
Le dispute per le tre corone non saranno risolte con questo trattato producendo in seguito ulteriori conflitti.

## Concessioni e riconoscimenti

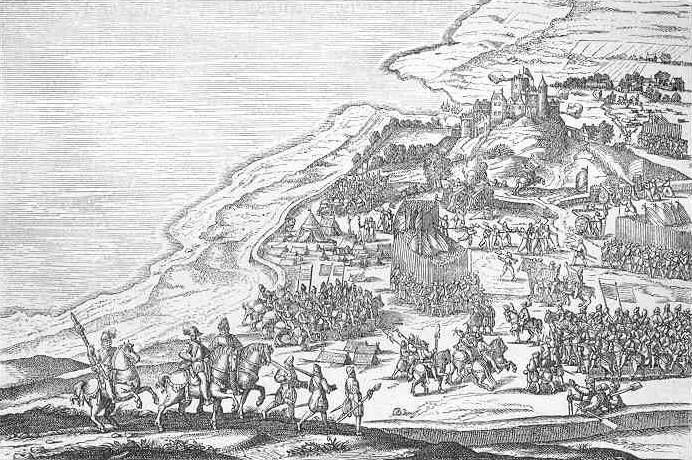
La fortezza di Älvsborg nel 1563

- Il sovrano della Danimarca rinuncia a qualsiasi pretesa sulla successione svedese
- La Svezia rinuncia alle rivendicazioni sui territori di Norvegia, Scania, Halland, Blekinge, Gotland, Jämtland e Härjedalen. Modifiche anche alle diocesi, la chiesa di Linköping perde giurisdizione su Gotland e l'arcivescovado di Uppsala perde autorità sullo Jämtland.
- La Svezia deve riconsegnare le otto navi che ha conquistato alla Danimarca: Jegeren, Herkules, Løven, David, Hektor, Hjorten, Morian e Bjørnen
- La Danimarca restituirà anch'essa una nave conquistata agli svedesi
- La Svezia pagherà 150.000 riksdaler per riscattare la fortezza di Älvsborg, la metà dovrà esser pagata entro il mese di giugno 1571 poche settimane dopo la riconsegna della fortezza, il resto in due rate entro due anni dal primo pagamento.
- La controversia sull'uso delle tre corone è rimandata a futuri negoziati
- Entro il primo gennaio 1572 le parti dovranno cercare di risolvere il conflitto, altrimenti sarà il giudice e l'università di Rostock a prendere una decisione in merito
- Per compensare le spese l'Imperatore tedesco prenderà sotto di sé i possedimenti svedesi in Livonia.
- La Svezia deve permettere il libero commercio danese nel porto di Narva, in cambio la Danimarca non esigerà alcun dazio al passaggio dello Øresund per le navi svedesi
- Lubecca riceverà dalla Svezia 75.000 riksdaler ed avrà il permesso di commerciare nei porti svedesi ma senza un trattamento esclusivo

## Conclusioni
Come spesso accade non riscontriamo alcun vincitore da questa guerra visto che entrambi i paesi si trovano molto più poveri dopo il conflitto di quanto non lo fossero prima.
I territori svedesi della Estonia in realtà non furono mai presi sotto il controllo dell'imperatore e la città di Lubecca non vide mai il pagamento del tributo deciso.